# Lewis R. Foster
Lewis R. Foster was een Amerikaanse scenarist, regisseur en filmproducent. Hij schreef en regisseerde meer dan honderd films en televisieseries tussen 1926 en 1960.

## Filmselectie

### Regisseur
- Double Whoopee (1929)
- Dizzy Dates (1930)
- Blondes Prefer Bonds (1931)
- Love Letters of a Star (1936)
- The Man Who Cried Wolf (1937)
- El Paso (1949)
- The Lucky Stiff (1949)
- Manhandled (1949)
- Captain China (1950)
- Passage West (1951)
- Hong Kong (1952)
- Those Redheads From Seattle (3D-film, 1953)
- Four Star Playhouse (televisieserie, 1 episode, 1954)
- Cavalcade of America (televisieserie, 2 episodes, 1955–1956)
- The Adventures of Jim Bowie (televisieserie, 21 episodes, 1956–1957)
- The Wonderful World of Disney (televisieserie, 8 episodes, 1957–1960)

### Scenarist
- The Merry Widower (1926)
- Wrong Again (Verhaal, 1929)
- Broken Wedding Bells (1930)
- The Great Pie Mystery (1931)
- The Girl in the Tonneau (1932)
- Cheating Blondes (1933)
- Stolen Harmony (1935)
- Two in a Crowd (1936)
- She's Dangerous (1937)
- Tom Sawyer, Detective (1938)
- Mr. Smith Goes to Washington (Verhaal, 1939)
- Million Dollar Legs (1939)
- Golden Gloves (1940)
- The Farmer's Daughter (1940)
- Adventure in Washington (1941)
- I Live on Danger (1942)
- Alaska Highway (1943)
- The More The Merrier (1943)
- Can't Help Singing (1944)
- It's in the Bag! (1945)
- I Wonder Who's Kissing Her Now (1947)
- The Lucky Stiff (1949)
- The Eagle and the Hawk (1950)
- Crosswinds (1951)
- The Blazing Forest (1952)
- Crashout (1955)
- The Adventures of Jim Bowie (televisieserie, 5 episodes, 1956)
- Tales of Wells Fargo (televisieserie, 2 episodes, 1957–1961)
- The Wonderful World of Disney (televisieserie, 3 episodes, 1959–1960)

## Prijzen en nominaties
| Jaar | Prijs          | Resultaat   | Categorie                          | Film                                                                              |
| ---- | -------------- | ----------- | ---------------------------------- | --------------------------------------------------------------------------------- |
| 1940 | Academy Awards | gewonnen    | Oscar voor beste verhaal           | Mr. Smith Goes to Washington                                                      |
| 1944 | Academy Awards | genomineerd | Oscar voor beste bewerkte scenario | The More the Merrier (gedeeld met Richard Flournoy, Frank Ross en Robert Russell) |

- Biblioteca Nacional de España: XX1273268
- Bibliothèque nationale de France: cb13997619r (data)
- Catàleg d'autoritats de noms i títols de Catalunya: 981058590548706706
- Gemeinsame Normdatei: 144057867
- International Standard Name Identifier: 0000 0001 1879 357X
- Library of Congress Control Number: no89009018
- Nationale Bibliotheek van Tsjechië: xx0167225
- Nationale Bibliotheek van Israël: 987007458862105171
- Nederlandse Thesaurus van Auteursnamen: 074453319
- SNAC: w6zk77pw
- Système universitaire de documentation: 077799569
- Virtual International Authority File: 90666509
- WorldCat: E39PBJht9kkrQxhwfGgFMyth73